# هيندرسون (نيويورك)
هيندرسون (بالإنجليزية: Henderson, New York)‏ هي بلدة أمريكية تقع في الولايات المتحدة في مقاطعة جيفيرسون. يقدر عدد سكانها بـ 1,360 نسمة ومساحتها 137.2 كم2 وترتفع عن سطح البحر 125 متر.

## أعلام
- دانيال بورنهام
- جورج ويلبر بيك
- مارك هوبكينز جونيور